# عفو عمومی
عفو عمومی حکم قانونی و اجرایی است که بر اساس آن دولت یا حکومت بخش یا تمامی از مخالفان و مجرمان را مورد بخشش عمومی قرار می‌دهد. این حکم از عفو در قانون بالاتر است چون تمام موارد جرم و مجرمین را شامل می‌شود. این حکم بیشتر در زمان آزادی زندانیان صادر می‌شود.
پس از انقلاب ۱۳۵۷ ایران در آستانه نوروز سال ۱۳۵۹، فرمان عفو عمومی توسط سید روح‌الله خمینی صادر گردید. این فرمان کلیۀ افراد نظامی، انتظامی، ساواکی و روحانیان وابسته به حکومت پهلوی را که اتهامی به جز قتل، شکنجه و سوءاستفاده از بیت‌المال داشتند شامل می‌شد.